# Guancia

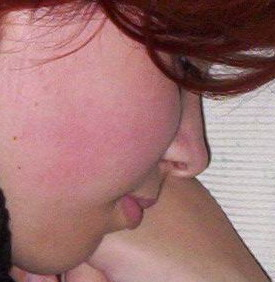
Guancia di una ragazza.

Le guance (lat. genae, nell'ambito medico buccae) sono formazioni muscolo-membranose tra il mascellare e la mandibola tese a formare, in continuità con le labbra, la parete laterale del vestibolo della bocca.

## Conformazione delle guance
Presentano una superficie esterna o cutanea e una interna o mucosa, entrambe di forma irregolarmente quadrilatera e di differente estensione. La superficie esterna, più estesa dell'interna, ha limiti segnati convenzionalmente:
- Cranialmente da un piano passante per il pavimento della cavità orbitaria
- Caudalmente da un piano passante per il margine inferiore del corpo della mandibola
- Posteriormente da un piano tangente al margine posteriore del ramo della mandibola
- Anteriormente da un piano passante per l'ala del naso e per la commissura labiale.

La superficie interna presenta limiti più netti:
- Cranialmente e caudalmente è delimitata dai fornici vestibolari
- Posteriormente da una plica verticale, la plica pterigopalatina corrispondente al rilievo del rafe pterigopalatino
- Anteriormente non sono individuabili limiti di demarcazione delle labbra.

Sulla superficie interna, in prossimità della commissura labiale, sono a volte osservabili i corpuscoli di Fordyce, piccoli rilievi giallastri che non sono altro che ghiandole sebacee ectopiche.

## Struttura delle guance
Nello spessore delle guance si distinguono un piano cutaneo, uno sottocutaneo, uno muscolare aponeurotico e uno mucoso.
- La cute è riccamente vascolarizzata e fornita di molte ghiandole sebacee e sudoripare
- Il sottocute è costituito da uno strato cellulo-adiposo di spessore variabile in rapporto con l'età, allo stato di nutrizione e alla sede considerata (più spesso al centro e posteriormente che anteriormente). Nel suo contesto si osservano le estremità di alcuni muscoli mimici come il muscolo risorio, il quadrato del labbro superiore, lo zigomatico e il platisma; vi decorrono inoltre diversi vasi e tronchi nervosi
- Il piano muscolo-aponeurotico è costituito dal muscolo buccinatore e dalla sua aponeurosi, è un muscolo mimico che contrae rapporti con la cute ed è saldamente adeso alla sottostante mucosa; è attraversato dal dotto parotideo e da alcuni rami del nervo buccale. A tale muscolo la guancia deve la sua tonicità, importante per evitare il ristagno del cibo durante la masticazione.
- La mucosa è composta da epitelio pavimentoso stratificato non cheratinizzato di spessore di circa 0,5 mm, la tonaca propria è ricca di fibre collagene elastiche con papille basse e irregolari in cui sono intercalate ghiandole salivari minori. Tale tonaca è saldamente adesa alla fascia del muscolo buccinatore senza l'interposizione di una sottomucosa. Nella zona mediana è presente una linea alba dovuta al contatto con i denti.

## Vasi e nervi delle guance
La vascolarizzazione arteriosa è garantita dall'arteria facciale (per il settore antero-superiore), dall'arteria infraorbitaria (regione postero-superiore) e dalla buccale (per la mucosa della guancia); mentre il drenaggio venoso avviene attraverso la vena facciale anteriore e la vena retromandibolare.
L'innervazione motoria è fornita dal ramo buccale inferiore della branca cervicofacciale, che origina dal nervo facciale, mentre la sensibilità generale è raccolta dal nervo trigemino attraverso i suoi rami buccale, infraorbitario e il ramo inferiore del nervo auricolo-temporale